# Liste der Stolpersteine in Mikulov

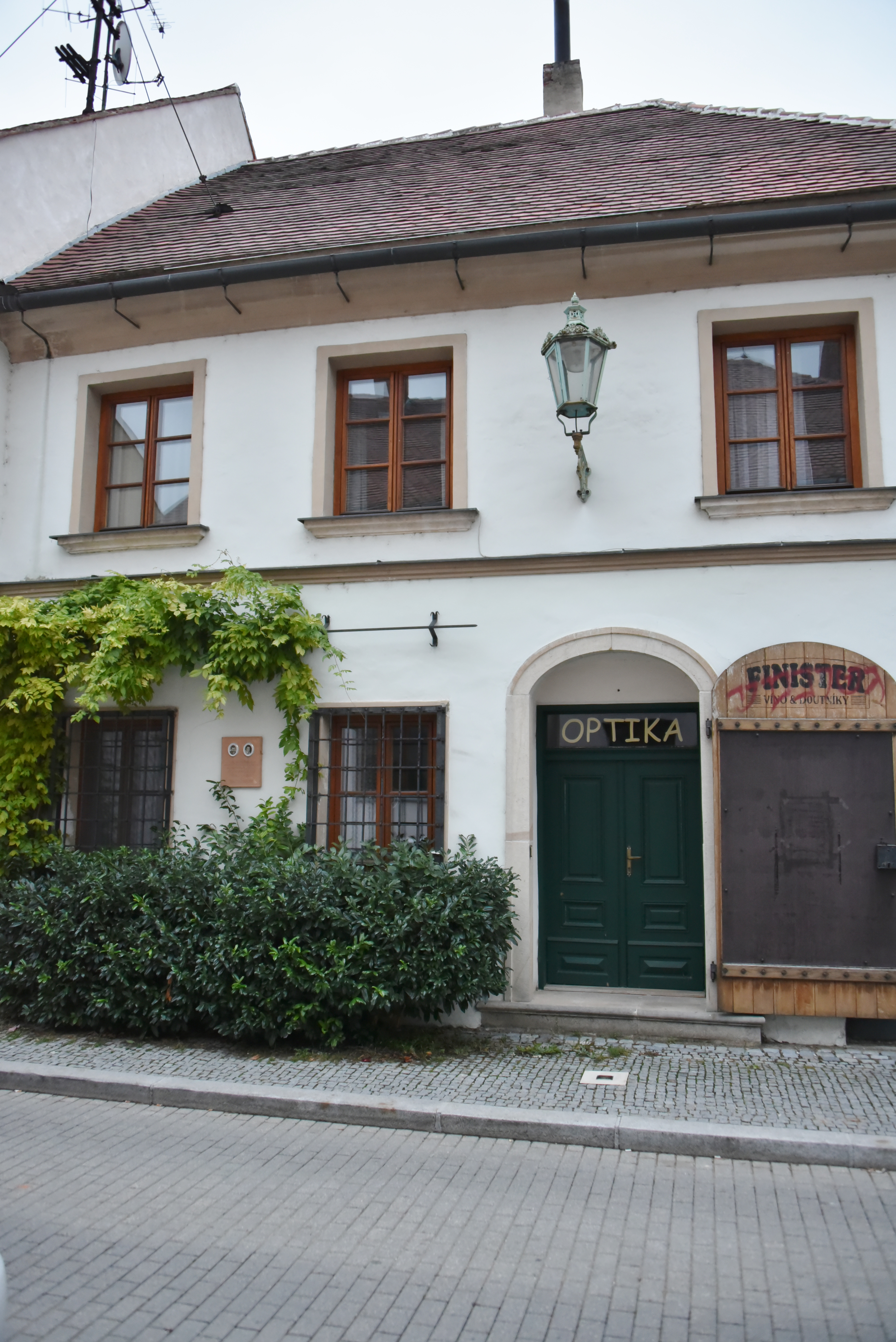
Stolperstein für Anna Pisková vor ihrem Wohnhaus

Die Liste der Stolpersteine in Mikulov enthält die Stolpersteine in der tschechischen Stadt Mikulov im Jihomoravský kraj (Südmährische Region), die an das Schicksal der Menschen dieser Region erinnern, die von den Nationalsozialisten ermordet, deportiert, vertrieben oder in den Suizid getrieben wurden. Die Stolpersteine wurden von Gunter Demnig am 30. Oktober 2012 verlegt.
Das tschechische Stolpersteinprojekt Stolpersteine.cz wurde 2008 durch die Česká unie židovské mládeže (Tschechische Union jüdischer Jugend) ins Leben gerufen.  Die Stolpersteine werden auf Tschechisch stolpersteine genannt, alternativ auch kameny zmizelých (Steine der Verschwundenen).

## Verlegte Stolpersteine
In Mikulov wurden drei Stolpersteine an zwei Adressen verlegt.
| Stolperstein | Übersetzung | Verlegeort    | Name, Leben |
| ------------ | --- | ------------- | --- |
|              | HIER LEBTE HANA HLAVENKOVÁ GEB. PISKOVÀ GEB. 1925 DEPORTIERT 1942 NACH THERESIENSTADT NACH AUSCHWITZ 1945 TODESMARSCH NACH BERGEN-BELSEN ÜBERLEBT | Koněvova 42 · | Hana Hlavenková, geb. Pisková, auch Johana Anna, wurde am 13. Mai 1925 geboren. Sie war die Tochter von Hilda Pisková und Otto Pisa sowie die Enkeltochter von Anna Pisková. Sie hatte einen Zwillingsbruder namens Paul. Sie überlebte das Ghetto Theresienstadt, das Konzentrationslager Auschwitz und den Todesmarsch im Winter 1945 von Auschwitz ins KZ Bergen-Belsen. Ihre Großmutter wurde 1942 ins Warschauer Ghetto verschleppt, ihre Mutter 1944 ins KZ Auschwitz-Birkenau. Beide wurden vom NS-Regime ermordet. 1947 kam ihr Sohn, Lubomír Hlavenka, zur Welt. Zur Verlegung der Stolpersteine für Mutter, Großmutter und Urgroßmutter kehrte er nach 37 Jahren in seine Heimatstadt zurück. Er erinnerte daran, dass die Familie mindestens seit 1648 in Mikulov verankert gewesen war. Aus diesem Jahr datiert die Sterbeurkunde seines und seiner Mutter Vorfahren Jakob Pisa.                               |
|              | HIER LEBTE ANNA PISKOVÀ GEB. KARPELESKOVÀ GEB. 1868 DEPORTIERT 1942 NACH THERESIENSTADT ERMORDET 1944 IN WARSCHAU                                 | Husova 84/9 · | Anna Pisková, geb. Karpelesová wurde am 15. Mai 1868 geboren. Ihr Ehemann betrieb eine Ziegelei. Sie hatte zumindest einen Sohn, Otto, der das Erbe seines Vaters antrat. Ihr letzter Wohnort vor der Deportation war Brünn. Sie wurde am 29. März 1942 mit Transport Ae ins Ghetto Theresienstadt deportiert (ihre Transportnummer war 814). Am 24. April 1942 wurde sie mit Transport An ins Warschauer Ghetto überstellt (ihre Transportnummer war 102). Von 1.000 Menschen dieses Transportes überlebten nur elf. Anna Pisková zählte zu den Ermordeten. |
|              | HIER LEBTE HILDA PISKOVÀ GEB. PASCHKEOVÀ GEB. 1898 DEPORTIERT 1942 NACH THERESIENSTADT ERMORDET 1944 IN AUSCHWITZ                                 | Koněvova 42 · | Hilda Pisková, geb. Paschkeová, wurde am 2. Februar 1898 geboren. Sie war verheiratet mit Otto Piska, einem Ziegeleibesitzer. Das Paar bekam im Jahr 1925 Zwillinge, Tochter Hana und Sohn Paul. Hilda Piskovás letzter Wohnort vor der Deportation war Brünn. Sie wurde am 27. Mai 1942 mit Transport AAa ins Ghetto Theresienstadt deportiert (ihre Transportnummer war 45). Am 16. Oktober 1944 wurde sie mit Transport Er ins KZ Auschwitz-Birkenau überstellt (ihre Transportnummer war 1145). Dort wurde sie vom NS-Regime ermordet. Auch ihre Mutter kam im Holocaust ums Leben. Ihre Tochter Hana jedoch konnte Konzentrationslager und Todermassch überleben und bekam 1947 einen Sohn, Lubomír Hlavenka, der 2012 die Stolpersteine für Mutter, Großmutter und Urgroßmutter bestellte. Dieser bedauerte, dass er nicht über die Mittel verfüge, für alle 400 Opfer aus Mikulov Stolpersteine verlegen zu lassen. |

## Verlegedatum
- 30. Oktober 2012